# B-Boys
B-Boys var en dansk musikgruppe, der blev kendt efter at have deltaget i det danske  MGP i 2003, hvor de med sangen "Vi gi'r den op" blev nr. 3. Gruppen bestod af Kaave Pour (f. 1989), Mathias Saabye (f. 1990) og Sebastian Aagaard-Williams (f. 1988), som lærte hinanden at kende fra en danseskole i Søborg. Efter medvirken i MGP optrådte gruppen med dans, til modeshows og i spillefilm og reklamefilm, ligesom at de sang med på den offielle EM-sang "Hvor' vi fra" i forbindelse med EM i fodbold i 2004.

## Diskografi

### Albums
| Titel           | Albumdetaljer                                                   | Uge 1 | Uge 2 | Uge 3 | Uge 4 | Uge 5 |
| --------------- | --------------------------------------------------------------- | ----- | ----- | ----- | ----- | ----- |
| Vi Gi'r Den Op  | - Udgivet: 2003 - Selskab: Universal Music Denmark - Format: CD | 7     | 4     | 7     | 11    | 13    |
| Hey Yo          | - Udgivet: 2004 - Selskab: Universal Music - Format: CD         | 18    | 13    | 12    | 15    | 17    |
| Vores Verden    | - Udgivet: 2005 - Selskab: Universal Music - Format: CD         | 2     | 3     | 3     | 7     | 7     |
| De Største Hits | - Udgivet: 2005 - Selskab: Universal Music - Format: CD og DVD  | 14    |       |       |       |       |
| Version 2.0     | - Udgivet: 2007 - Selskab: Universal Music - Format: CD og DVD  | 8     | 14    | 15    |       |       |

### Singler
| År   | Titel                                            | Album           | Noter                                            |
| ---- | ------------------------------------------------ | --------------- | ------------------------------------------------ |
| 2004 | "Hvor vi fra" (Birthe Kjær, Safri Duo og B-Boys) |                 | Danmarks officielle sang til EM i fodbold i 2004 |
| 2005 | "Drømmeland"                                     | Vores Verden    |                                                  |
| 2005 | "Bare gør din egen ting"                         | De Største Hits |                                                  |
| 2007 | "My Baby"                                        | Version 2.0     |                                                  |